# Список построек Юстиниана I
Список построек Юстиниана I перечислен в произведении Прокопия Кесарийского «О постройках» (лат. De Aedificiis, De aed.). В список включены сооружения, построенные, восстановленные или строительство которых было завершено в правление византийского императора Юстиниана I.

## Список построек

### Крепости и фортификационные сооружения
| Название            | Местонахождение                       | Роль Юстиниана                      | Степень сохранности                 | Описание в De Aedificiis | Изображение |
| ------------------- | ------------------------------------- | ----------------------------------- | ----------------------------------- | ------------------------ | ----------- |
| Стены и башни       | Дара, Месопотамия                     | Полная перестройка укреплений       | Сохранились руины                   | II, I 14-26              |             |
| Стены и бастионы    | Амида, Турция                         | Реставрация                         | Сохранились                         | II, III 27               |             |
| Крепость Рабдий     | Джизре, Турция                        | Построены укрепления                | Руины существовали в начале XX века | II, IV 8-12              |             |
| Кастеллум Ad Pontem | У моста Траяна на правом берегу Дуная | Восстановлены укрепления            | Не сохранились                      | IV, VI 11-18             |             |
| Стена Гексамилион   | Коринфский перешеек                   | Построены дополнительные укрепления | Сохранились развалины               | IV, II 27-28             |             |
| Замок Патра         | Холмы Паначаико около Патр            | Построена крепость                  | Сохранился                          |                          |             |

### Дворцы
| Название        | Местонахождение | Роль Юстиниана                                | Степень сохранности   | Описание в De Aedificiis | Изображение |
| --------------- | --------------- | --------------------------------------------- | --------------------- | ------------------------ | ----------- |
| Дворец Гормизда | Константинополь | Резиденция Юстиниана до восшествия на престол | Сохранились развалины | I, X, 4                  |             |
| Большой дворец  | Константинополь | Основная резиденция Юстиниана                 | Сохранились развалины | I, X, 10-20              |             |

### Общественные сооружения
| Название      | Местонахождение | Роль Юстиниана                 | Степень сохранности | Описание в De Aedificiis | Изображение |
| ------------- | --------------- | ------------------------------ | ------------------- | ------------------------ | ----------- |
| Здание сената | Константинополь | Построено по приказу Юстиниана | Не сохранилось      | I, X, 6-9                |             |

### Храмы

#### В Константинополе
Религиозным сооружениям, созданным или перестроенным по приказу Юстиниана в Константинополе, Прокопий посвящает главы с I по IX первой книги «О постройках».
| Название                                   | Местонахождение                          | Роль Юстиниана                                             | Степень сохранности                                | Описание в De Aedificiis | Изображение |
| ------------------------------------------ | ---------------------------------------- | ---------------------------------------------------------- | -------------------------------------------------- | ------------------------ | ----------- |
| Собор Святой Софии                         | Константинополь                          | Восстановление церкви, разрушенной в ходе восстания Ника   | Сохранился, используется как музей                 | I, I, 20-27              |             |
| Влахернская церковь                        | Константинополь                          | Построена по приказу Юстиниана                             | Сгорела в 1070                                     | I, III, 3-4              |             |
| Церковь Святой Ирины                       | Константинополь                          | Восстановление церкви, разрушенной в ходе восстания Ника   | Сохранилась, используется как концертный зал       | I, II, 13                |             |
| Храм Живоносного Источника                 | Пеге                                     | Расширение существовавшего храма                           | Сохранилась, место паломничества                   | I, III, 6-8              |             |
| Церковь Святой Анны                        | Константинополь, Девтерон                | Построен храм                                              | Не сохранилась                                     | I, III, 11               |             |
| Церковь Архангела Михаила                  | Константинополь                          | Полностью перестроен                                       | Не сохранилась                                     | I, III, 14-17            |             |
| Церковь Святых Сергия и Вакха              | Константинополь                          | Построен недалеко от дома императора                       | Сохранилась, объект Всемирного наследия            | I, IV, 3-8               |             |
| Церковь Апостолов                          | Константинополь                          | Построен недалеко от дома императора                       | Снесена в 1461 году                                | I, IV, 9-24              |             |
| Церковь Святого Акакия                     | Константинополь, Гептаскалон             | Полностью перестроена                                      | Не сохранилась, существовала ещё в конце XIII века | I, IV, 25-26             |             |
| Церковь и монастырь святого Мокия          | Константинополь, совр. район Чукурбостан | Полностью перестроена                                      | Не сохранилась, существовала ещё в конце XIV века  | I, IV, 27                |             |
| Церковь и монастырь святых Космы и Дамиана | Эюп                                      | Полностью перестроен в честь чудесного исцеления Юстиниана | Не сохранилась, существовал до 1453 года           | I, VI, 5-8               |             |

#### В других городах
| Название     | Местонахождение | Роль Юстиниана | Степень сохранности                | Описание в De Aedificiis | Изображение |
| ------------ | --------------- | -------------- | ---------------------------------- | ------------------------ | ----------- |
| Неа-Экклесиа | Иерусалим       | Построен храм  | Разрушен землетрясением в 746 году | V, VI, 1-26              |             |

### Памятники
| Название          | Местонахождение | Роль Юстиниана | Степень сохранности         | Описание в De Aedificiis | Изображение |
| ----------------- | --------------- | -------------- | --------------------------- | ------------------------ | ----------- |
| Колонна Юстиниана | Константинополь |                | Разрушена в начале XVI века | I, II, 1-12              |             |

### Коммунальные постройки
| Название                             | Местонахождение             | Роль Юстиниана                                                               | Степень сохранности                               | Описание в De Aedificiis | Изображение |
| ------------------------------------ | --------------------------- | ---------------------------------------------------------------------------- | ------------------------------------------------- | ------------------------ | ----------- |
| Бани Зевксиппа                       | Константинополь             | Построены взамен разрушенных во время восстания Ника бань с тем же названием | Разрушены, в 1927-28 годах производились раскопки | I, X, 3                  |             |
| Цистерна Базилика                    | Константинополь             | Завершено строительство                                                      | Сохранилась, в настоящее время — музей            |                          |             |
| Акведук Валента                      | Константинополь             | Восстановлен                                                                 | Сохранился                                        |                          |             |
| Цистерны и дамба                     | Дара, Месопотамия           | Построены сооружения                                                         | Сохранились руины                                 | II, II 1-20, III 1-24    |             |
| Водопровод, бани и другие сооружения | Дрепан (Еленополь), Вифиния | Увековечена память Елены, матери Константина Великого                        |                                                   | V.II 1-5                 |             |
| Мост Сангарис                        | Сакарья, Турция             | Начато строительство                                                         | Последние остатки уничтожены в XIX веке           | V, III 8-11              |             |